# Чекмекьой (станція метро)
41°00′52″ пн. ш. 29°11′21″ сх. д. / 41.014552302203° пн. ш. 29.189149405956° сх. д.
Чекмекьой (тур. Çekmeköy) — станція лінії М5 Стамбульського метро в Умраніє
. 
Відкрита 21 жовтня 2018 року разом з іншими станціями у черзі Яманевлер — Чекмекьой.

Розташована під проспектом Алемдаг у Чекмекьой.
Пересадки:  
- автобуси: 9ÇN, 122D, 122H, 131K, 132ÇK, 522, 522B,  ÇM44, UM40, UM60, UM61, UM62, UM73[3]
- Маршрутки: Ускюдар — Алемдаг, Ускюдар — Тавукчуйолу Джд. — Алемдаг, Віапорт — Дудуллу,Султанбейлі — Меджидіє — Дудуллу, Султанбейлі — Дудуллу, Дудуллу —Ташделен — Абдуррахмангазі, Дудуллу — Абдуррахмангазі, Дудуллу — Маденлер — Абдуррахмангазі

Конструкція — станція закритого типу мілкого закладення, має острівну платформу та дві колії.
Станція має 2 виходи, 6 ліфтів та 12 ескалаторів. 